# Sturgill Simpson
John Sturgill Simpson (Kentucky, 8 de junho de 1978) é um cantor e compositor norte-americano de música country.

## Prêmios e indicações
| Ano  | Prêmio                 | Categoria                    | Indicação                          | Resultado | Ref          |
| ---- | ---------------------- | ---------------------------- | ---------------------------------- | --------- | ------------ |
| 2014 | Americana Music Awards | Artista Emergente do Ano     | Ele mesmo                          | Venceu    | [ 6 ]        |
| 2015 | Americana Music Awards | Artista do Ano               | Ele mesmo                          | Venceu    | [ 7 ]        |
| 2015 | Americana Music Awards | Canção do Ano                | "Turtles All the Way Down"         | Venceu    | [ 7 ]        |
| 2015 | Grammy Awards          | Melhor Álbum de Americana    | Metamodern Sounds in Country Music | Indicado  | [ 2 ]        |
| 2017 | Grammy Awards          | Álbum do Ano                 | A Sailor's Guide to Earth          | Indicado  | [ 8 ]        |
| 2017 | Grammy Awards          | Melhor Álbum de Country      | A Sailor's Guide to Earth          | Venceu    | [ 8 ]        |
| 2017 | UK Americana Awards    | Canção Internacional do Ano  | "Welcome To Earth (Pollywog)"      | Indicado  | [ 9 ] [ 10 ] |
| 2017 | UK Americana Awards    | Artista Internacional do Ano | Ele mesmo                          | Venceu    | [ 9 ] [ 10 ] |
| 2017 | UK Americana Awards    | Álbum Internacional do Ano   | Ele mesmo                          | Indicado  | [ 9 ] [ 10 ] |
| 2017 | Americana Music Awards | Álbum do Ano                 | A Sailor's Guide to Earth          | Venceu    | [ 11 ]       |
| 2017 | Americana Music Awards | Artista do Ano               | Ele mesmo                          | Indicado  | [ 11 ]       |
| 2017 | Americana Music Awards | Canção do Ano                | "All Around You"                   | Indicado  | [ 11 ]       |
| 2021 | Grammy Awards          | Melhor Álbum de Rock         | Sound & Fury                       | Pendente  | [ 12 ]       |